# Логовая
Логовая — деревня в Новодеревеньковского района Орловской области России. Входит в состав Новодеревеньковского сельского поселения

## История
В 1961 году указом Президиума Верховного Совета РСФСР деревня Гнидовка переименована в Логовая.

## Население
| 2002 | 2010 |
| ---- | ---- |
| 110  | ↘109 |